# Ag2r Prévoyance/Saison 2007

Das Trikot von Ag2r Prévoyance, Saison 2007

Dieser Artikel listet Erfolge und Mannschaft des Radsportteams Ag2r Prévoyance in der Saison 2007 auf.

## Erfolge in der UCI ProTour
In der Saison 2007 gelangen dem Team nachstehende Erfolge in der UCI ProTour.
| Datum        | Rennen                                     | Fahrer             |
| ------------ | ------------------------------------------ | ------------------ |
| 12. März     | 1. Etappe Paris–Nizza                      | Jean-Patrick Nazon |
| 12. Juni     | 2. Etappe Critérium du Dauphiné Libéré     | Christophe Moreau  |
| 14. Juni     | 4. Etappe Critérium du Dauphiné Libéré     | Christophe Moreau  |
| 11.–17. Juni | Gesamtwertung Critérium du Dauphiné Libéré | Christophe Moreau  |

## Erfolge in den Continental Circuits
In den Rennen des UCI Continental Circuits gelangen dem Team nachstehende Erfolge.
| Datum          | Rennen                                     | Kat. | Fahrer             |
| -------------- | ------------------------------------------ | ---- | ------------------ |
| 17.–21. Januar | Gesamtwertung Tour Down Under              | 2.HC | Martin Elmiger     |
| 16. Februar    | 4. Etappe Tour Méditerranéen               | 2.1  | Rinaldo Nocentini  |
| 7. April       | Gran Premio Miguel Induráin                | 1.HC | Rinaldo Nocentini  |
| 23. Mai        | 1. Etappe Circuit de Lorraine              | 2.1  | Ludovic Turpin     |
| 2. Juni        | Grand Prix de Plumelec-Morbihan            | 1.1  | Simon Gerrans      |
| 10. Juni       | Grosser Preis des Kantons Aargau           | 1.HC | John Gadret        |
| 21. Juni       | 1. Etappe Route du Sud                     | 2.1  | Jean-Patrick Nazon |
| 1. Juli        | Französische Meisterschaft – Straßenrennen | NC   | Christophe Moreau  |
| 14. August     | 3. Etappe Tour de l’Ain                    | 2.1  | John Gadret        |
| 12.–15. August | Gesamtwertung Tour de l’Ain                | 2.1  | John Gadret        |
| 24. August     | 4. Etappe Tour du Limousin                 | 2.1  | Aljaksandr Ussau   |
| 21. September  | Tour de la Somme                           | 1.1  | Christophe Riblon  |
| 23. September  | Grand Prix d’Isbergues                     | 1.1  | Martin Elmiger     |

## Abgänge-Zugänge
| Zugänge           | Team 2006              | Abgänge           | Team 2007         |
| ----------------- | ---------------------- | ----------------- | ----------------- |
| René Mandri       | Auber 93               | Tomas Vaitkus     | Discovery Channel |
| Rinaldo Nocentini | Acqua & Sapone         | Mikel Astarloza   | Euskaltel-Euskadi |
| Martin Elmiger    | Phonak Hearing Systems | Erki Pütsep       | Bouygues Télécom  |
| Nicolas Rousseau  | Neoprofi               | Francisco Mancebo | Relax-GAM         |
| Blaise Sonnery    | Neoprofi               | Mark Scanlon      | Toyota-United     |
|                   |                        | Íñigo Chaurreau   | Karriereende      |

## Mannschaft
| Name               | Geburtstag         | Nationalität |
| ------------------ | ------------------ | ------------ |
| José Luis Arrieta  | 15. Juni 1971      | Spanien      |
| Sylvain Calzati    | 1. Juli 1979       | Frankreich   |
| Philippe Deignan   | 7. September 1983  | Irland       |
| Cyril Dessel       | 29. November 1974  | Frankreich   |
| Renaud Dion        | 6. Januar 1978     | Frankreich   |
| Samuel Dumoulin    | 20. August 1980    | Frankreich   |
| Hubert Dupont      | 13. November 1980  | Frankreich   |
| Martin Elmiger     | 23. September 1978 | Schweiz      |
| John Gadret        | 22. April 1979     | Frankreich   |
| Simon Gerrans      | 16. Mai 1980       | Australien   |
| Stéphane Goubert   | 13. März 1970      | Frankreich   |
| Jurij Krywzow      | 7. Februar 1979    | Ukraine      |
| Julien Loubet      | 11. Januar 1985    | Frankreich   |
| René Mandri        | 20. Januar 1984    | Estland      |
| Laurent Mangel     | 22. Mai 1981       | Frankreich   |
| Lloyd Mondory      | 26. April 1982     | Frankreich   |
| Christophe Moreau  | 12. April 1971     | Frankreich   |
| Carl Naibo         | 17. August 1982    | Frankreich   |
| David Navas        | 10. Juni 1974      | Spanien      |
| Jean-Patrick Nazon | 18. Januar 1977    | Frankreich   |
| Rinaldo Nocentini  | 25. September 1977 | Italien      |
| Stéphane Poulhies  | 26. Juni 1985      | Frankreich   |
| Christophe Riblon  | 17. Januar 1981    | Frankreich   |
| Nicolas Rousseau   | 16. März 1983      | Frankreich   |
| Blaise Sonnery     | 21. März 1985      | Frankreich   |
| Ludovic Turpin     | 22. März 1975      | Frankreich   |
| Aljaksandr Ussau   | 27. August 1977    | Belarus      |
| Stagiaires         | Stagiaires         | Nationalität |
| Tanel Kangert      | Tanel Kangert      | Estland      |
| Paul Moucheraud    | Paul Moucheraud    | Frankreich   |
| Jean-Charles Sénac | Jean-Charles Sénac | Frankreich   |